# Movimento Carismático
O Movimento Carismático ou Carismatismo teve início a partir dos Movimentos de Avivamento do século XIX, estes fortemente influenciados pelo Pietismo Radical do século XVIII (cujo cerne germinativo encontra-se embasado nas obras e pensamento filosófico e teológico de Philipp Jakob Spener, teólogo alemão que viveu no século XVII). Estourou nos Estados Unidos no começo do século XX e na Europa no final do século XIX. Gerou o pentecostalismo clássico, ponto de partida para o surgimento de ministérios protestantes multifacetados em sua estratégia de evangelismo, pregação e metodologia doutrinária, entre os quais se desenvolveu a chamada Teologia da Prosperidade. Importante destacar, no Catolicismo a eclosão do Movimento de Renovação Carismática, que alia práticas eminentemente pentecostais na propagação da doutrina.
O termo Carismático, portanto, descreve a adoção (por volta de 1960 por Protestantes, e a partir de 1967 por católicos romanos) de certas crenças típicas dessas pessoas definidas como cristãos pentecostais pelos cristãos das denominações históricas. O termo "carismático" foi cunhado por Harald Bredesen, um ministro luterano, em 1962, para descrever o que estava acontecendo naquele momento nas igrejas de linha antiga. Confrontado com o termo "neopentecostal", ele disse: "Nós preferimos o título de 'renovação carismática nas igrejas históricas.'" A gênese do Movimento Carismático, porém, é atribuído por vários à Dennis Bennett, um sacerdote episcopal, em 1960. Seu livro Nine O'Clock in the Morning dá um relato pessoal deste período.

## Terminologia e números

### Carismático
O termo "movimento carismático" às vezes é confundido com o termo "carismático." A palavra "carismático" é um termo amplo utilizado para descrever aqueles cristãos que acreditam que as manifestações do Espírito Santo, os carismas, vistas no primeiro século da igreja cristã (ver por exemplo o livro de Atos ), como milagres, profecia e glossolalia (falar em outras línguas ou idiomas), estão disponíveis aos cristãos e podem ser vivenciados e praticados hoje. O termo é derivado da palavra grega χάρισμα ( "dom," derivado de χάρις, "graça" ou "favor"), que é o termo usado na Bíblia, I Coríntios 12-14. O "Movimento Carismático", no entanto, exprime a chegada dos dons espirituais nas principais denominações históricas. Os "cristãos carismáticos" estão em quase todas as denominações eclesiásticas, ainda que alguns tenham formado as suas próprias denominações, eles são conhecidos como cristãos de fogo, por causa de seu principal aspecto de vida.

### Pentecostal
Pentecostais e carismáticos são caracterizados pela sua prática de falar em outras línguas e pela operação dos dons do Espírito. Um crente pentecostal em uma experiência de êxtase religioso pode vocalizar fluentemente expressões ininteligíveis (glossolalia) ou articular uma linguagem alegadamente natural até então desconhecida para o falante (xenoglossia).
O Movimento Carismático está relacionado com o pentecostalismo, na medida em que partilha o compromisso com o uso dos dons espirituais. No entanto, dentro do Movimento Carismático este compromisso é embutido dentro de toda a variedade de denominações históricas, e assim em cada contexto, a teologia, a cultura e a aceitação pode variar enormemente. O termo "pentecostal" refere-se a esse conjunto de valores que surgiu a partir do 1906 no avivamento da Rua Azusa, enquanto que o Movimento Carismático remete a uma época diferente, contexto e conteúdo teológico. O termo "neopentecostal" é por vezes utilizado para descrever carismáticos não pentecostais, que são também parte do Movimento Carismático, ou neocarismático.

### Neocarismáticos (Neopentecostais)
Uma característica importante do Movimento Carismático foi a complacência do crente, depois de descobrir a importância dos dons espirituais, à permanecer dentro de sua denominação original. A partir da década de 1950 muitos cristãos carismáticos passaram a formar igrejas e denominações distintas, para a qual o termo apropriado é neocarismático ou neopentecostal. Exemplos disto incluem o Movimento Vineyard nos E.U.A (e outros), a Igreja Universal do Reino de Deus e o Igreja Internacional da Graça de Deus.

### Números
Em 2006, o Movimento Carismático tinha 192 milhões, neocarismaticos 318 milhões e pentecostais clássicos 78 milhões.
Isto significa que carismáticos são o segundo maior ramo do Cristianismo após a Igreja Católica Romana (embora os católicos carismáticos não se vejam como uma parte separada da entidade eclesial católica). Os carismáticos estão crescendo a uma taxa de 9 milhões por ano, fazendo um total de aderentes ao redor de 618 milhões até 2009.

## Crenças compartilhadas
Pentecostais, o Movimento Carismático e os Neocarismáticos dividem uma grande história. Entre elas estão uma crença comum na forma como Deus trabalha em avivamento, e o poder e a presença de Deus demonstrada na vida diária do cristão. Muitos carismáticos e pentecostais têm um património comum na tradição de santidade-wesleyana. No entanto, os wesleyanos tradicionais não acreditam que o falar em línguas seja uma prova da segunda bênção da santificação.

## Diferenças
Muitas igrejas influenciadas pelo Movimento Carismático deliberadamente se distanciaram do pentecostalismo, no entanto, por razões culturais e teológicas. O primeiro lugar entre as razões teológicas é a tendência de muitos pentecostais de insistir em que o falar em línguas é a evidência física inicial após o Batismo no Espírito Santo. Os pentecostais também se distinguem do Movimento Carismático com base no estilo. Além disso, muitos no movimento carismático empregam estilos contemporâneos de culto e de métodos de evangelismo que diferem das práticas pentecostais tradicionais.

## Denominações em que o Movimento Carismático é ativo

### Igreja Católica

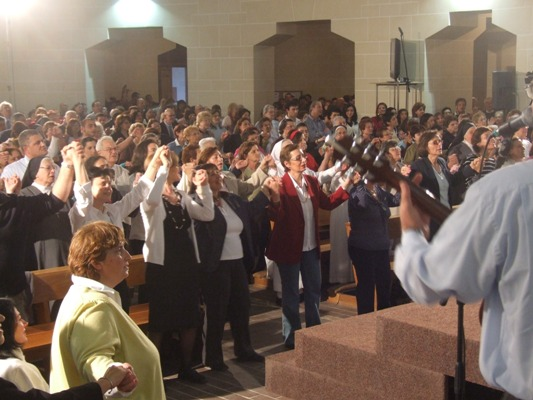
Momento de oração em uma Missa de cura.

A Renovação Carismática Católica (também chamada RCC) é um movimento oficial eclesial da Igreja Católica Apostólica Romana surgido nos Estados Unidos em meados da década de 1960 e espalhado por todo o mundo. Em muitos países tem contribuído para reduzir o ritmo de queda do número de católicos.
A prática da RCC, segundo os membros, "baseia-se na experiência pessoal com o amor de Deus, pela força do Espírito Santo e de seus dons, a fim de que todos tornem-se discípulos de Cristo e, assim, vivam a santidade". Segundo o Dicionário Pastoral, a RCC traz de volta as experiências de orações espontâneas da Igreja primitiva, as comunidades dos Atos dos Apóstolos". Hoje o movimento é o que mais atrai os jovens, e pessoas a viver uma vida comprometida com a Igreja e com as novas comunidades de vida e aliança que surgiram da partir da RCC.

### Comunhão Anglicana (episcopais)
Dennis Bennett, um Episcopal norte-americano, é freqüentemente citado como influência seminal do Movimento Carismático. Bennett foi o reitor na Igreja Episcopal de São Marcos em Van Nuys, Califórnia, quando ele anunciou à congregação, em 1960, que tinha recebido a efusão do Espírito Santo. Logo após isso, ele estava ministrando em Vancouver onde participou de muitos workshops e seminários sobre a obra do Espírito Santo. Isso influenciou dezenas de milhares de anglicanos no mundo, e também iniciou um movimento de renovação dentro da Igreja Católica Romana e Ortodoxa.
No Reino Unido, Colin Urquhart, Michael Harper, David Watson e outros estavam na vanguarda da evolução semelhante.
A conferência Massey na Nova Zelândia, 1964, teve a participação de vários países incluindo anglicanos, o reverendo Ray Muller, que passou a convidar Dennis Bennett a Nova Zelândia em 1966, e desempenhou um papel de liderança no desenvolvimento e promoção da Vida no Espírito seminários.

### Luteranos
Larry Christenson, teólogo luterano carismático baseada em San Pedro, Califórnia, fez muito, nas décadas de 1960 e 1970, a interpretar o Movimento Carismático para os luteranos. Uma grande conferência anual realizada em Minneapolis durante aqueles anos. Congregações Carismática Luterana em Minnesota tornou-se especialmente grande e influente, especialmente Hosana! em Lakeville, e North Heights em St. Paul. A próxima geração de luteranos carismáticos de todo o cluster Aliança das Igrejas Renovadas. Não existe atualmente considerável atividade entre os jovens líderes carismáticos luteranos na Califórnia, centrado em torno de um encontro anual na Igreja ROBINWOOD em Huntington Beach. A maioria das congregações luteranas no mundo em desenvolvimento seria considerado "carismático", em sua piedade.

### Ortodoxa Oriental
O Movimento Carismático na Igreja Ortodoxa Oriental nunca exerceu a influência que é vista em outras igrejas centrais. Sacerdotes individuais como Fr. James Tavralides, Fr. Constantine Monios e Fr. David Buss, Fr. Athanasius Emmert da Arquediocese Antioquana Ortodoxa Cristã, Fr. Eusebius Stephanou da Arquediocese Grega Ortodoxa da América do Norte, fundador da Irmandade de São Simeão o Novo Teólogo e editor do "The Logos", e Fr. Boris Zabrodsky da Igreja Ortodoxa Ucrâniana na América, fundador do Comitê de Serviço para Renovação Espiritual Ortodoxa (SCOSR) a qual publica o boletim "Theosis", foram alguns dos mais proeminentes líderes da renovação carismática na ortodoxia.

## Teólogos e estudiosos
- Wayne Grudem (Reformado)
- Kevin Ranaghan (Católico Romano)
- J. Rodman Williams (Presbiteriano)
- Paul Fiddes (Batista)
- Antônio Gilberto (Pentecostal)
- Daniel Bernardo Marins Ouriques da Cunha (Pentecostal)
- Ciro Sanches Zibordi (Pentecostal)

## Alguns movimentos carismáticos
- Bethel Church
- Catch The Fire
- Iris Global
- MorningStar Ministries
- IHOP (International House Of Prayer)
- Shores Of Grace Ministries
- Hillsong Church